# Craterina
Craterina es un género de foraminífero bentónico considerado homónimo posterior de Craterina Gruber, 1884, y sustituido por Allogromia de la subfamilia Allogromiinae, de la familia Allogromiidae, del suborden Allogromiina y del orden Allogromiida. Su especie tipo era Craterina mollis. Su rango cronoestratigráfico abarcaba el Holoceno.

## Clasificación
Craterina incluía a la siguiente especie:
- Craterina mollis